# Schwedische Badmintonmeisterschaft 1953
Die Schwedische Badmintonmeisterschaft 1953 fand in Stockholm statt. Es war die 17. Austragung der nationalen Titelkämpfe im Badminton in Schweden.

## Titelträger
| Disziplin    | Sieger                           |
| ------------ | -------------------------------- |
| Herreneinzel | Nils Jonson AIK                  |
| Dameneinzel  | Ulla-Britt Schelin ÖIS           |
| Herrendoppel | Nils Jonson Stellan Mohlin AIK   |
| Damendoppel  | Bodil Sterner Kerstin Ståhl AIK  |
| Mixed        | Stellan Mohlin Kerstin Ståhl AIK |